# Adolfo Gass
Adolfo González Gass (Carlos Casares, 25 de mayo de 1914-Tigre, 3 de enero de 2010) fue un médico obstetra y político argentino, miembro de la Unión Cívica Radical. Fue embajador en Israel, diputado nacional y senador nacional por la provincia de Buenos Aires.

## Biografía
Fue el más joven de nueve hermanos de una familia de origen judío. Estudió medicina en la Universidad de Buenos Aires, recibiéndose en 1940, y especializándose en obstetricia. Se radicó en la ciudad de Tigre, donde fue director del Hospital, siendo desplazado del cargo y detenido durante el gobierno de Juan Domingo Perón.
Fue miembro de la Unión Cívica Radical (UCR), siendo electo concejal en Tigre y legislador provincial por la Primera Sección Electoral.
En 1963, Arturo Umberto Illia lo designó embajador en Israel. En 1973 fue elegido diputado nacional por la provincia de Buenos Aires, y fue uno de los fundadores del Movimiento de Renovación y Cambio de la UCR junto a Raúl Alfonsín, Conrado Storani, Edison Otero, Raúl Borrás y Roque Carranza. También fundó Nuevos Derechos del Hombre, organización a favor de los derechos humanos.
En 1976, bajo la dictadura autodenominada Proceso de Reorganización Nacional, fue perseguido y su hijo Sergio (militante Montonero) fue asesinado por los militares en septiembre de ese año. Debido a ello, emigró a Venezuela. Allí se dedicó a vender equipos médicos y presidió el Comité Argentino de Solidaridad, siendo referente de la comunidad de argentinos exiliados por la dictadura. Regresó a la Argentina de forma clandestina en 1982.
Entre 1983 y 1992 fue senador nacional por la provincia de Buenos Aires. En el Senado, fue miembro informante por el bloque radical en el proceso de aprobación del Tratado de Paz y Amistad entre Argentina y Chile de 1984. También impulsó la ley de divorcio vincular, la ley de trasplante y la ley antidiscriminación, participando en su redacción.
Falleció en enero de 2010, a los 95 años. El entonces presidente del Senado Julio Cobos decretó tres días de duelo, con la bandera de la cámara alta a media asta. Fue sepultado en el cementerio parque Jardín de Paz en Pilar.